# گلوریا رادولسکو
گلوریا رادولسکو (ایتالیایی: Gloria Radulescu؛ زادهٔ ۲۵ سپتامبر ۱۹۹۱) بازیگر اهل ایتالیا است. از فیلم‌هایی که او حضور داشته می‌توان به پدر ماتئو اشاره کرد.